# USS Sable (IX-81)
«Сейбл» (англ. USS Sable (IX-81)) був навчальним кораблем, який використовував флот США під час Другої світової війни . 

## Історія використання
Навчальний авіаносець «Сейбл» початково був круїзним лайнером «Greater Buffalo». Він був збудований у 1924 році. З 1925 рок корабель почав здійснювати круїзні рейси по озеру Мічиган
Після початку Другої світової війни США відчували гостру потребу в пілотах для палубної авіації. Було розгорнуте масове будівництво 26 важких ударних авіаносців типу «Ессекс», 9 легких авіаносців типу «Індепенденс», а також більше 50 ескортних авіаносців типу «Касабланка».
В той же час, через важкі втрати першого періоду війни флот не міг виділити діючі авіаносці для підготовки пілотів. Тому було вирішено переобладнати декілька круїзних кораблів у навчальні авіаносці.
У 1943 році корабель «Greater Buffalo» був викуплений ВМС США і переобладнаний на навчальний авіаносець «USS Sable (IX-81)».
З корабля були зрізані надбудови, замість них встановили польотну палубу та острівну надбудову по правому борту. Палуба була обладнана аерофінішерами. Катапульт, ангарів, ліфтів та озброєння на кораблі встановлено не було. На кораблі встановили радіомаяк YE, у 1945 році додатково встановили ще один радіомаяк YG.
«Сейбл» разом з іншим навчальним авіаносцем «Вулверін» використовувався для відпрацювання зльоту та посадки літаків. Загалом на них було підготовлено 17 820 пілотів.
Після закінчення війни потреба у великій кількості пілотів відпала. До того ж «Сейбл» вже не міг використовуватись для прийому нових реактивних літаків, тому 7 листопада 1945 року він був виведений в резерв, а 7 липня 1948 року проданий на злам.

## Цікаві факти
На авіаносці «Сейбл» проходив навчання майбутній президент США Джордж Буш.

## Нагороди
Авіаносець «Сейбл» був нагороджений 2 медалями :
|  |  |  |  |

| Медаль «За Американську кампанію» | Медаль «За Американську кампанію» | Медаль Перемоги у Другій світовій війні (США) | Медаль Перемоги у Другій світовій війні (США) |